# Alue Peuno
Alue Peuno is een bestuurslaag in het regentschap Bireuen van de provincie Atjeh, Indonesië. Alue Peuno telt 455 inwoners (volkstelling 2010).